# Lakewood (Washington)
Lakewood is een plaats (city) in de Amerikaanse staat Washington, en valt bestuurlijk gezien onder Pierce County.

## Demografie
Bij de volkstelling in 2000 werd het aantal inwoners vastgesteld op 58.211.
In 2006 is het aantal inwoners door het United States Census Bureau geschat op 57.575, een daling van 636 (-1.1%).

## Geografie
Volgens het United States Census Bureau beslaat de plaats een oppervlakte van
49,1 km², waarvan 44,3 km² land en 4,8 km² water.

## Plaatsen in de nabije omgeving
De onderstaande figuur toont nabijgelegen plaatsen in een straal van 8 km rond Lakewood.

## Geboren
- KC Boutiette (11 april 1970), schaatser